# Under My Skin
Under My Skin er det andet studiealbumet af den canadiske sanger Avril Lavigne, udgivet i maj 2004 på Arista og RCA Records. 

## Nummerliste
| 1.    | "Take Me Away"     | Avril Lavigne              | Evan Taubenfeld    | Don Gilmore  | 2:57 |
| 2.    | "Together"         | Lavigne, Chantal Kreviazuk | Lavigne, Kreviazuk | Gilmore      | 3:14 |
| 3.    | "Don't Tell Me"    | Lavigne                    | Taubenfeld         | Butch Walker | 3:21 |
| 4.    | "He Wasn't"        | Lavigne, Kreviazuk         | Lavigne, Kreviazuk | Raine Maida  | 2:59 |
| 5.    | "How Does It Feel" | Lavigne, Kreviazuk         | Lavigne, Kreviazuk | Maida        | 3:44 |
| 6.    | "My Happy Ending"  | Lavigne, Walker            | Lavigne, Walker    | Walker       | 4:02 |
| 7.    | "Nobody's Home"    | Lavigne                    | Lavigne, Ben Moody | Gilmore      | 3:32 |
| 8.    | "Forgotten"        | Lavigne, Kreviazuk         | Lavigne, Kreviazuk | Gilmore      | 3:16 |
| 9.    | "Who Knows"        | Lavigne, Kreviazuk         | Lavigne, Kreviazuk | Maida        | 3:30 |
| 10.   | "Fall to Pieces"   | Lavigne, Maida             | Lavigne, Maida     | Maida        | 3:28 |
| 11.   | "Freak Out"        | Lavigne                    | Walker, Matt Brann | Walker       | 3:11 |
| 12.   | "Slipped Away"     | Lavigne, Kreviazuk         | Lavigne, Kreviazuk | Maida        | 3:33 |
| 40:58 |                    |                            |                    |              |      |